# Triple saut masculin aux Jeux olympiques d'été de 2020
Pour des articles plus généraux, voir Athlétisme aux Jeux olympiques d'été de 2020 et Triple saut aux Jeux olympiques.
Navigation
Rio 2016 Paris 2024
L'épreuve du triple saut masculin aux Jeux olympiques de 2020 se déroule les 3 et 5 août 2021 au Stade olympique national de Tokyo, au Japon.

## Records
Avant cette compétition, les records dans cette discipline étaient les suivants : 
| Record du monde  | Jonathan Edwards (GBR) | 18,29 m | Göteborg | 7 août 1995  |
| Record olympique | Kenny Harrison (USA)   | 18,09 m | Atlanta  | 27 août 1996 |

## Résultats

### Finale
| Rang               | Athlète              | Pays         | Essais | Essais | Essais | Essais | Essais | Essais | Marque | Notes |
| Rang               | Athlète              | Pays         | 1      | 2      | 3      | 4      | 5      | 6      | Marque | Notes |
| ------------------ | -------------------- | ------------ | ------ | ------ | ------ | ------ | ------ | ------ | ------ | ----- |
| Médaille d'or      | Pedro Pichardo       | Portugal     | 17,61  | 17,61  | 17,98  | x      | —      | x      | 17,98  | NR    |
| Médaille d'argent  | Zhu Yaming           | Chine        | 16,63  | 17,41  | 17,11  | 17,16  | 17,57  | 15,02  | 17,57  | PB    |
| Médaille de bronze | Hugues Fabrice Zango | Burkina Faso | 15,91  | 16,83  | 17,47  | x      | 17,31  | 17,43  | 17,47  |       |
| 4                  | Will Claye           | États-Unis   | 17,19  | x      | 17,44  | 16,69  | 17,04  | 17,36  | 17,44  |       |
| 5                  | Yasser Triki         | Algérie      | 17,30  | 17,42  | 17,40  | 17,08  | 17,43  | 17,10  | 17,43  | NR    |
| 6                  | Necati Er            | Turquie      | 16,84  | 15,27  | 17,25  | —      | x      | x      | 17,25  |       |
| 7                  | Donald Scott         | États-Unis   | 17,15  | x      | 16,86  | 17,18  | 16,79  | 16,95  | 17,18  |       |
| 8                  | Fang Yaoqing         | Chine        | 16,95  | 16,52  | 16,53  | 17,01  | 14,60  | 15,94  | 17,01  |       |
| 9                  | Andrea Dallavalle    | Italie       | 16,62  | 16,85  | 16,74  |        |        |        | 16,85  |       |
| 10                 | Cristian Nápoles     | Cuba         | x      | 16,63  | x      |        |        |        | 16,63  |       |
| 11                 | Emmanuel Ihemeje     | Italie       | x      | 16,52  | 16,04  |        |        |        | 16,52  |       |
| 12                 | Melvin Raffin        | France       | x      | x      | x      |        |        |        |        | NM    |

### Qualifications
Qualification : 17,05 m (Q) ou les 12 meilleures performances (q).
| Rang | Groupe | Athlète              | Pays            | 1     | 2     | 3     | Marque | Notes |
| ---- | ------ | -------------------- | --------------- | ----- | ----- | ----- | ------ | ----- |
| 1    | B      | Pedro Pichardo       | Portugal        | 16,98 | 17,71 | —     | 17,71  | Q, SB |
| 2    | B      | Necati Er            | Turquie         | x     | 16,70 | 17,13 | 17,13  | Q     |
| 3    | A      | Zhu Yaming           | Chine           | 17,11 | —     | —     | 17,11  | Q     |
| 4    | A      | Cristian Nápoles     | Cuba            | 17,08 | —     | —     | 17,08  | Q, SB |
| 5    | B      | Yasser Triki         | Algérie         | 16,75 | 16,67 | 17,05 | 17,05  | Q     |
| 6    | B      | Donald Scott         | États-Unis      | 17,01 | 16,43 | r     | 17,01  | q     |
| 7    | A      | Andrea Dallavalle    | Italie          | 16,99 | 16,59 | —     | 16,99  | q     |
| 8    | A      | Will Claye           | États-Unis      | 16,78 | 16,88 | 16,91 | 16,91  | q     |
| 9    | B      | Emmanuel Ihemeje     | Italie          | 16,88 | x     | 16,28 | 16,88  | q     |
| 10   | B      | Fang Yaoqing         | Chine           | 16,79 | 16,69 | 16,84 | 16,84  | q     |
| 11   | B      | Melvin Raffin        | France          | 16,49 | 16,83 | 16,58 | 16,83  | q     |
| 12   | A      | Hugues Fabrice Zango | Burkina Faso    | 16,83 | 16,46 | 16,37 | 16,83  | q     |
| 13   | A      | Tobia Bocchi         | Italie          | 16,78 | 16,67 | 15,45 | 16,78  |       |
| 14   | A      | Wu Ruiting           | Chine           | x     | 16,73 | 16,10 | 16,73  |       |
| 15   | A      | Nazim Babayev        | Azerbaïdjan     | 16,38 | 16,30 | 16,72 | 16,72  | SB    |
| 16   | A      | Tiago Pereira        | Portugal        | 16,62 | 16,71 | 15,79 | 16,71  |       |
| 17   | B      | Max Heß              | Allemagne       | 13,79 | 16,69 | x     | 16,69  |       |
| 18   | B      | Chris Benard         | États-Unis      | 16,44 | 16,59 | 16,49 | 16,59  |       |
| 19   | B      | Benjamin Compaoré    | France          | 16,59 | 16,39 | 15,29 | 16,59  |       |
| 20   | A      | Mateus de Sá         | Brésil          | 16,49 | x     | 16,33 | 16,49  |       |
| 21   | B      | Levon Aghasyan       | Arménie         | x     | 16,42 | x     | 16,42  |       |
| 22   | B      | Ben Williams         | Grande-Bretagne | x     | 16,30 | x     | 16,30  |       |
| 23   | B      | Almir dos Santos     | Brésil          | x     | 16,27 | 16,27 | 16,27  |       |
| 24   | A      | Carey McLeod         | Jamaïque        | 15,82 | 16,01 | x     | 16,01  |       |
| 25   | B      | Pablo Torrijos       | Espagne         | 15,87 | x     | x     | 15,87  |       |
| 26   | A      | Alexsandro de Melo   | Brésil          | 15,65 | r     | —     | 15,65  |       |
| 27   | A      | Nelson Évora         | Portugal        | x     | 15,39 | x     | 15,39  |       |
|      | A      | Lasha Gulelauri      | Géorgie         | x     | x     | —     | NM     |       |
|      | A      | Jean-Marc Pontvianne | France          | x     | x     | x     | NM     |       |
|      | A      | Ruslan Kurbanov      | Ouzbékistan     | x     | r     | —     | NM     |       |
|      | B      | Dimítrios Tsiámis    | Grèce           | x     | r     | —     | NM     |       |
|      | B      | Andy Díaz            | Cuba            | —     | —     | —     | DNS    |       |

## Légende
Records et Performances
- AR : Record continental (area record)
- CR : Record des championnats (championship record)
- MR : Record du meeting (meet record)
- NR : Record national (national record)
- OR : Record olympique (olympic record)
- PR : Record paralympique (paralympic record)
- PB : Record personnel (personal best)
- SB : Meilleure performance personnelle de la saison (season's best)
- WL : Meilleure performance mondiale de l'année (world leader)
- WJR : Record du monde junior (world junior record)
- WR : Record du monde (world record)

Circonstances et Conditions
- DNF : N'a pas terminé (did not finish)
- DNS : N'a pas pris le départ (did not start)
- DQ : Disqualification (disqualification)
- NM : Aucun essai valable enregistré (No Mark)
- Q : Qualifié « directement » au prochain tour (ou à la prochaine compétition), lors d'une compétition majeure, grâce au classement ou à la réalisation des minima (automatic qualifier)
- q : Qualifié au prochain tour (ou à la prochaine compétition), lors d'une compétition majeure, grâce au repêchage ou à la réalisation de l'une des meilleures performances parmi celles des « non qualifiés directement » (grâce au meilleur temps ou à la meilleure distance par exemple) (secondary qualifier)